# Microcharon doueti
Microcharon doueti là một loài chân đều trong họ Microparasellidae. Loài này được Coineau miêu tả khoa học năm 1968.